# 4th Dimension
4th Dimension (oder 4D) ist eine Entwicklungsumgebung für Datenbankanwendungen. 4D wurde ursprünglich für das klassische Mac OS entwickelt. Seit 1995 ist 4D auch für Microsoft Windows verfügbar. Der Hersteller von 4D ist die französische Firma 4D SAS.
Seit der ersten Version von 4D im Jahr 1984, die von Laurent Ribardière als Relationale Datenbank (RDBMS) umgesetzt wurde, entwickelte sich das Produkt kontinuierlich von einer Einzelplatzanwendung zu einem Client-Server-System mit zahlreichen Plug-ins und Schnittstellen über ODBC zu anderen gängigen Datenbanksystemen wie (MySQL oder Oracle) weiter. 1992 wurde die 4D Client-Server-Version vorgestellt.
Mit der aktuellen Version von 4th Dimension (4D v20) besteht die Möglichkeit, Einzelplatzanwendungen, Client-Server-Lösungen, native mobile Anwendungen, Webserverintegration und andere webserviceorientierte Anwendungen (wie SOAP-XML und REST) mit nur einem Produkt zu erstellen. Es bietet eine integrierte Textverarbeitung (4D Write Pro) und eine Tabellenkalkulation (4D View Pro). 4th Dimension steht unter anderem in Sprachen wie Deutsch, Englisch, Französisch, Spanisch, Japanisch, Hebräisch, Arabisch oder Koreanisch zur Verfügung.

## Versionen
| Legende: | Alte Version | Ältere Version; noch unterstützt | Aktuelle Version | Aktuelle Vorabversion | Zukünftige Version |

| Hauptversion  | Erstveröffentlichung | Neueste Version | Neuigkeiten |
| ------------- | -------------------- | --------------- | --- |
| v20.x         | 10. Juli 2023        | 20 LTS          | Erweiterung 4D Write Pro & 4D View Pro, WebSocket-Server, Compound Assigment Operators, UI Verbesserungen, VS Code Editor Erweiterung |
| v19.x         | 12. Juli 2021        | v19 LTS         | Native Silicon Support, Neue Architektur: Projektmodus, ORDA-Klassen, Erweiterungen der eigenen Programmiersprache |
| v18.x         | 16. Januar 2020      | v18.3           | Versionskontrolle, Verschlüsselung der Datenbank, 4D for iOS, Remote Datastore, SMTP-Protokoll, ZIP, neuer Variant-Datentyp, 4D Write/View Pro Erweiterungen                                                                                                  |
| v17.x         | 10. Juli 2018        | v17.4           | ORDA (Object Relational Data Access): objektorientierter Zugriff auf die Datenbank, Objektnotation, Collections |
| v16.x         | 10. Januar 2017      | v16.6           | Multithreading Prozesse, Präemptiver Webserver, Neuer Cache Manager, 4D Write Pro Erweiterungen |
| v15.x         | 16. Juli 2015        | v15.6           | Erste Version von 4D Write Pro, Erste Version von 4D View Pro (Listbox Erweiterungen), LDAP-Unterstützung, Neuer Feldtyp Objekt in der Datenbank-Engine, 4D Tags – Smart Templates, Erweiterte Analyse-Funktionen und Optimierungen, 64-bit 4D Server für Mac |
| v14.x         | 12. Dezember 2013    | v14.6           | 4D Mobile, strukturierte JSON-Objekte, SQL-Views, neues Dateisystem |
| v13.x         | 14. Februar 2012     | v13.6           | Multithreading HTTP-Server, automatisches Sessionmanagement, WebKit-Integration, JavaScript-Unterstützung |
| v12.x         | 3. Juni 2010         | v12.6           | 64 bit 4D Server für Windows, PHP-Integration, Synchronisation und Replikation |
| v11.x         | 25. September 2007   | v11.9           | Neue Datenbank, Unicode, SQL Engine |
| 2004.x        | 31. August 2004      | 2004.8          | Überarbeitete Oberfläche, ODBC Kommandos, 4D Customizer, 4D Backup und 4D Engine |
| 2003.x        | 17. März 2003        | 2003.8r2        | XML, Webservices, Embedded Compiler |
| v6.8.x        | 15. April 2002       | v6.8.6          | |
| v6.7.x        | 6. November 2000     | v6.7.5          | Komponenten, SSL, vererbbare Formulare |
| v6.5.x        | 18. Mai 1999         | v6.5.9          | 130 neue Befehle, Runtime Explorer, neuer Formular-Editor, verbesserte Indizierung |
| v6.0.x        | 1997                 | v6.0.6          | Integrierter Webserver |
| v5.5          | 1995                 | v5.5            | Cross-plattform-kompatibel (Mac/Windows) |
| v5            | 1992                 | v5              | Client-Server-Architektur |
| v4            | 1989                 | v4              | Mehrfacharbeitsplätze, Compiler |
| v3            | 1987                 | v3              | |
| v2            | 1986                 | v2              | |
| v1            | 1985                 | v1              | |
| Silver Surfer | 1984                 | ABCBase         | |